# Enrique Serpa Elejalde
Enrique Serpa Elejalde fue  un político peruano. 
Su primera participación electoral se dio en las elecciones municipales de Huancayo de 1963 donde postuló como teniente alcalde de esa provincia por la Alianza Acción Popular-Democracia Cristiana de Fernando Calmell del Solar obteniendo el triunfo.
Luego del gobierno militar fue elegido  diputado por Junín en las elecciones de 1980 durante el segundo gobierno de Fernando Belaúnde por el partido Acción Popular.